# Chipovka
Chipovka (en russe: Шиповка, allemand: Bahnhof Powayen, lituanien: Pavainiai) est une ville russe dans le territoire de Kaliningrad .

## Géographie
La commune se situe dans le territoire de Kaliningrad.  

## Histoire
La commune s'appelait 'Bahnhof Powayen' jusqu'en 1946. 
En 1945, l'armée rouge entra dans la commune et les femmes allemandes furent toutes assassinées. 

## Démographie
Recensements et estimations de la population,:
| 2002* | 2010* | - |
| ----- | ----- | - |
| 41    | 38    | - |